# Oxycheilinus digramma
Oxycheilinus digramma là một loài cá biển thuộc chi Oxycheilinus trong họ Cá bàng chài. Loài này được mô tả lần đầu tiên vào năm 1801.

## Từ nguyên
Từ định danh digramma trong tiếng Latinh có nghĩa là "có hai sọc" (di: "hai" + gramma: "sọc"), hàm ý đề cập đến đường bên của loài cá này bị đứt đoạn ở phần phía sau (ngay dưới của gốc vây lưng).

## Phạm vi phân bố và môi trường sống

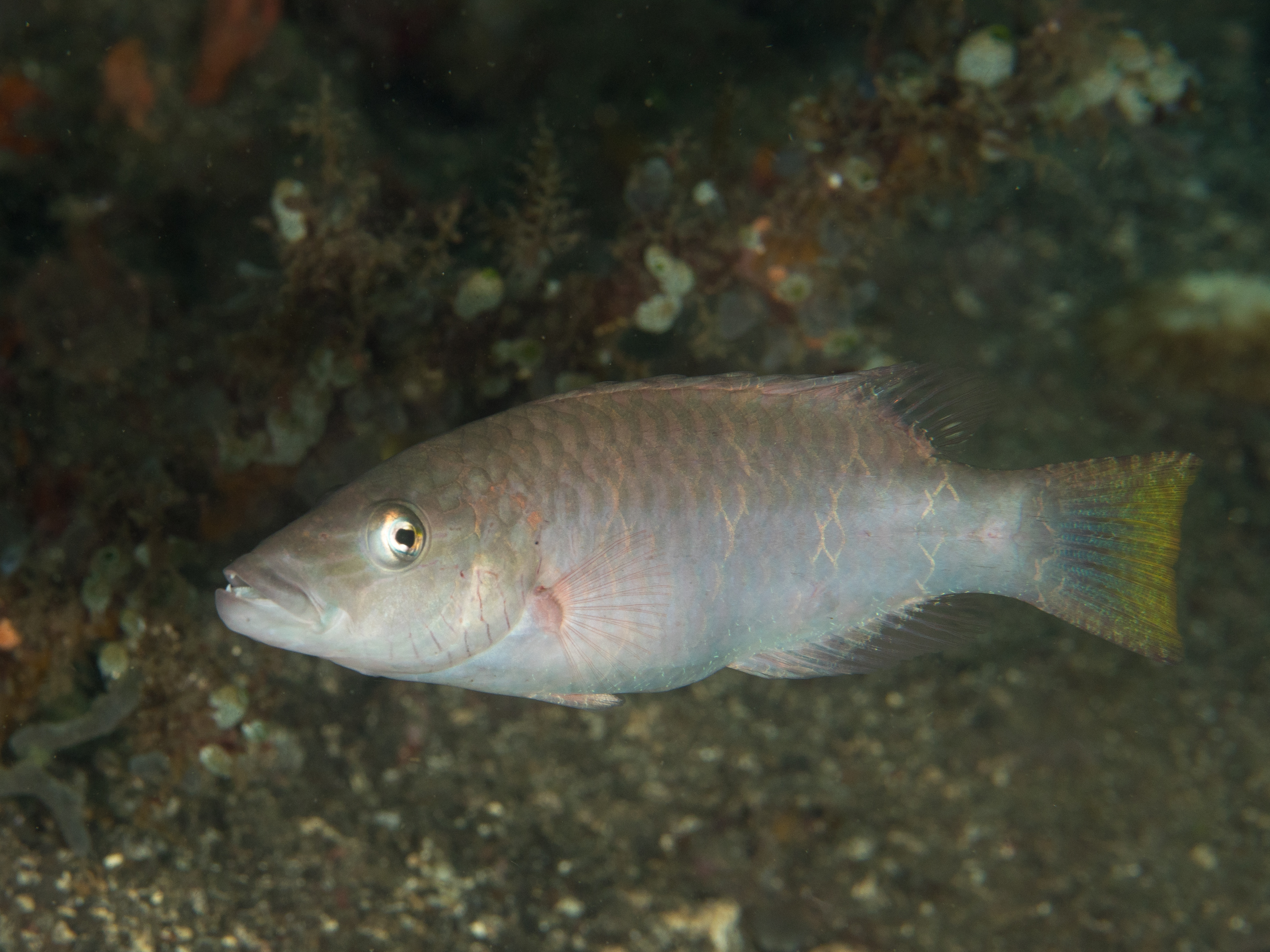
O. digramma với kiểu màu nâu xám

Từ Biển Đỏ và bờ biển Đông Phi, O. digramma được phân bố rộng rãi trên khắp Ấn Độ Dương - Thái Bình Dương, băng qua vùng biển các nước Đông Nam Á và trải dài về phía đông đến nhiều đảo quốc thuộc châu Đại Dương (xa nhất là đến quần đảo Samoa), ngược lên phía bắc đến quần đảo Ryukyu (Nhật Bản), phía nam trải dài đến bờ đông của Úc.
Ở Việt Nam, loài này được ghi nhận tại vịnh Nha Trang (Khánh Hòa), bờ biển Ninh Thuận, đảo đá ngoài khơi Bình Thuận, quần đảo An Thới (Kiên Giang), đảo Phú Quốc, cũng như tại quần đảo Trường Sa và quần đảo Hoàng Sa.
O. digramma sống xung quanh các rạn san hô viền bờ và rạn san hô trong các đầm phá ở độ sâu đến ít nhất là 120 m. Tại rạn san hô Great Barrier, loài này đã được quan sát và ghi nhận ở độ sâu khoảng 179–193 m.

## Mô tả

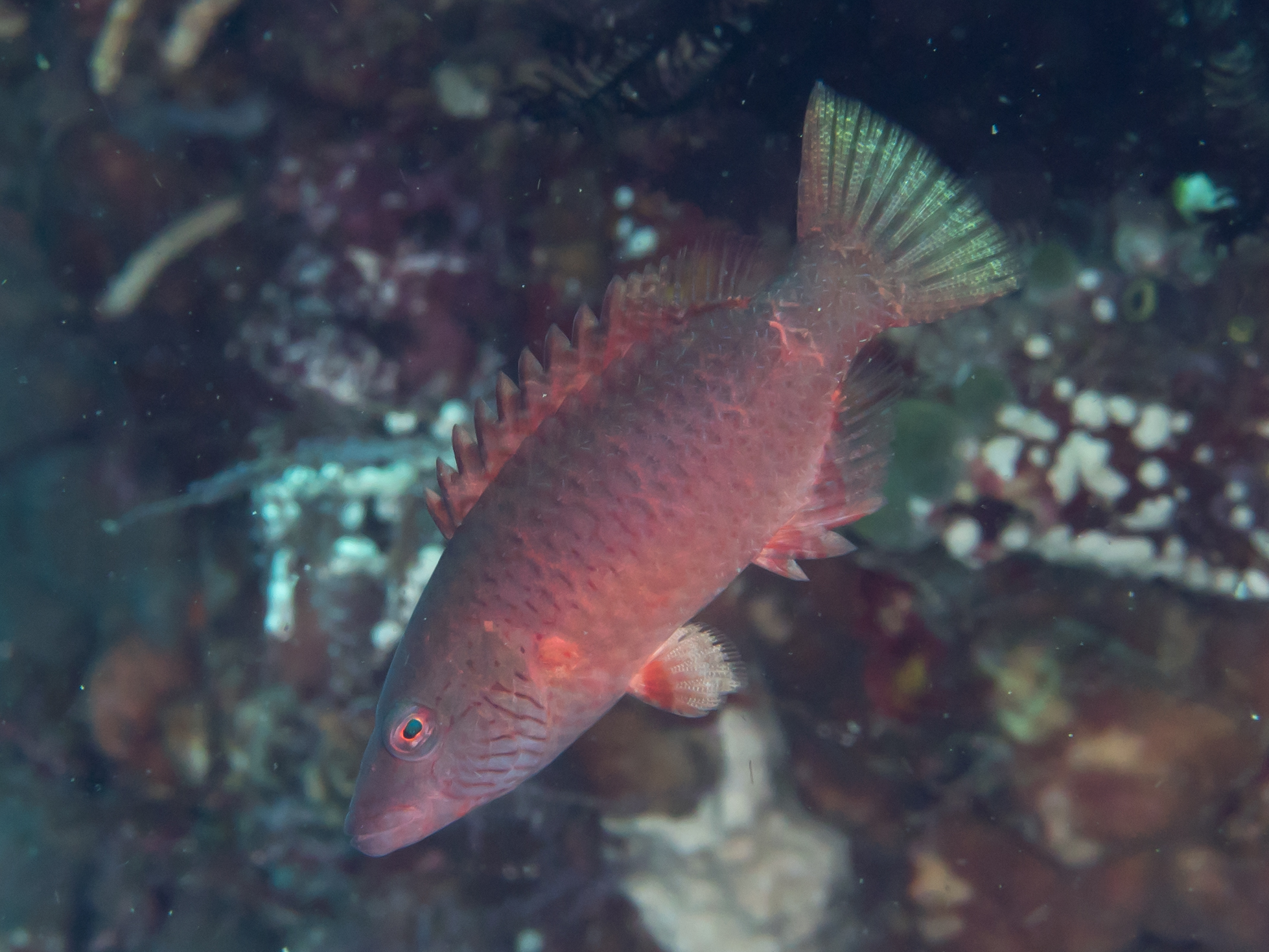
O. digramma với kiểu màu nâu đỏ

O. digramma có chiều dài cơ thể tối đa được ghi nhận là 40 cm. Loài này đa dạng màu sắc, nhưng thường được quan sát phổ biến là kiểu màu nâu xám và xanh ô liu (bên cạnh đó là các kiểu màu đỏ nâu hoặc đỏ phớt hồng). Nửa thân dưới thường có màu đỏ cam. Vảy có các vạch màu đỏ cam. Đầu có màu xanh lục xám với khoảng 8 vạch sọc màu nâu sẫm ở dưới đầu; nửa đầu trên có các vệt đốm cùng màu. Cá con có hai dải trắng dọc theo chiều dài cơ thể.
Số gai ở vây lưng: 9; Số tia vây ở vây lưng: 10; Số gai ở vây hậu môn: 3; Số tia vây ở vây hậu môn: 8; Số tia vây ở vây ngực: 12.

## Sinh thái học
Thức ăn của O. digramma là các loài nhuyễn thể có vỏ cứng, giáp xác và nhím biển. O. digramma thường sống đơn độc, nhưng lại được quan sát bơi trong đàn của các loài cá phèn và bắt chước kiểu màu sắc của chúng, sau đó O. digramma phóng ra khỏi đàn để bắt những con cá nhỏ hơn.
Loài này được đánh bắt nhằm mục đích làm thực phẩm và nuôi làm cá cảnh.